# Staryye Alvady
Staryye Alvady (azerbajdzjanska: Köhnə Alvadı) är en ort i Azerbajdzjan.   Den ligger i distriktet Masallı Rayonu, i den sydöstra delen av landet, 180 km sydväst om huvudstaden Baku. Staryye Alvady ligger 9 meter över havet och antalet invånare är 3 496.
Terrängen runt Staryye Alvady är platt. Runt Staryye Alvady är det ganska tätbefolkat, med 230 invånare per kvadratkilometer.. Närmaste större samhälle är Arkewan, 3,7 km söder om Staryye Alvady.
Trakten runt Staryye Alvady består till största delen av jordbruksmark.